# Gornja Glina
Gornja Glina – wieś w Chorwacji, w żupanii karlowackiej, w mieście Slunj. W 2011 roku liczyła 144 mieszkańców.